# Marie-Anne Detourbay
Marie-Anne Detourbay, född 1837, död 1908, var en fransk salongsvärd och kurtisan. Hon tillhörde demimonderna under andra kejsardömets tid och höll också en berömd salong, som hade inflytande under andra kejsarömet och den tredje republikens tid. Hon hade ett långvarigt förhållande med Jules Lemaître.